# The Baskerville Hall Club of Sweden
The Baskerville Hall Club of Sweden (BHC) är det största svenska Sherlock Holmes-sällskapet och grundades 1979. Enligt den egna webbsajten är sällskapets huvuduppgift att forska kring Sherlock Holmes-berättelserna och dess författare vilket främst sker genom föreningstidskriften The Moor som kommer ut kvartalsvis. Föreningen har även givit ut två böcker i ämnet.